# Frederico Serra
Frederico Serra (n. Lisboa, 27 de Outubro de 1964), cineasta português.
Cursou Técnicas de Expressão e Comunicação Audiovisual, na Escola Secundária António Arroio. Frequentou "workshops" de Direcção de Actores, no Raindance of London com Patrick Tucker, e de Realização em Cinema, no Four Corners Film Workshop em Londres com Peter Ellis. Realizador de publicidade e videoclips, co-realizou com Tiago Guedes as curtas-metragens O Ralo (1999) e Acordar (2001), o telefilme Alta Fidelidade (2000) e a longa-metragem Coisa Ruim (2006), estreada no Fantasporto desse ano.
Em 2010 realizou, com Tiago Guedes, a série de televisão Noite Sangrenta.
Filmografia
(em conjunto com Tiago Guedes)
- 2010 - Noite Sangrenta (telefilme)
- 2008 - Entre os Dedos
- 2006 - Coisa Ruim
- 2001 - Acordar (curta)
- 2000 - Alta Fidelidade (telefilme)
- 1999 - 11:00 AM (curta)
- 1999 - O Ralo (curta)